# Aeropuerto de Wajir

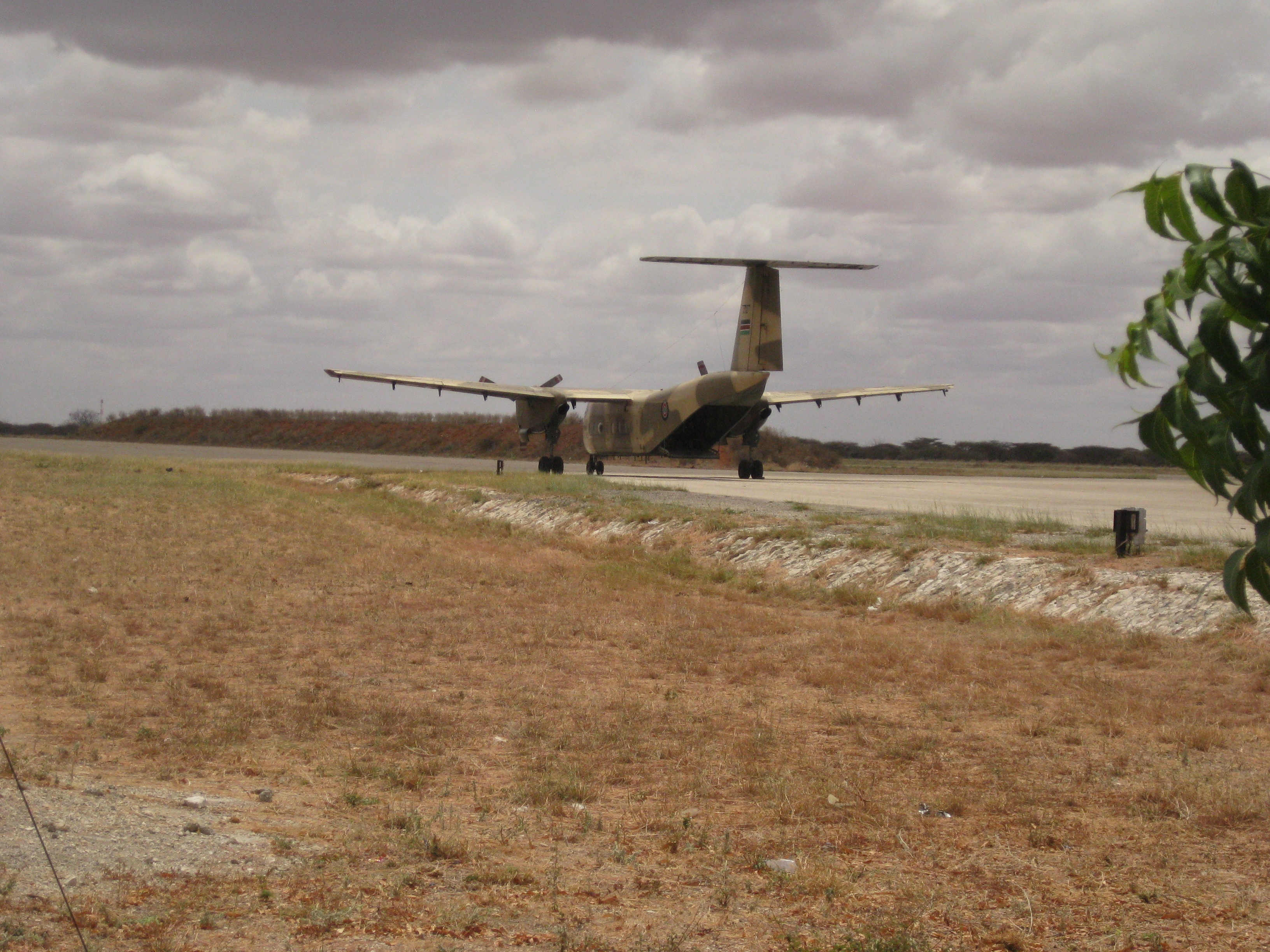
De Havilland Canada Buffalo de la Fuerza Aérea de Kenia en el aeropuerto de Wajir (10 de agosto de 2014)

El aeropuerto de Wajir (OACI: HKWJ, IATA: WJR) es un terminal aéreo de Kenia, ubicado en el condado de Wajir.

## Infraestructura
El aeropuerto de Wajir se encuentra en la ciudad de Wajir. Ocupa un terreno que mide 801.77 hectáreas, está ubicado a 231 metros sobre el nivel del mar, cuenta con sólo 1 pista de despegue de 2500 metros de largo. En 2012, se inició un proceso de expansión del aeropuerto, mediante la adquisición de 566.5 hectáreas.

## Aerolíneas y destinos
Desde septiembre de 2012, el aeropuerto tiene 2 vuelos civiles dos veces por semana. Antes de abril de 2017, los vuelos desde Somalia tenían que hacer escala en el aeropuerto de Wajir. Las aerolíneas que funcionan en el aeropuerto son Fly-SAX y Jambojet.

## Controversias
En mayo de 2019, el gobierno de Kenia decidió introducir escalas de vuelo en el aeropuerto de Wajir a todos los vuelos provenientes de Mogadiscio, causando críticas del gobierno somalí, que calificó la decisión como «politizada y no buena para las relaciones de vecindad». En diciembre de 2019 se reanudaron los vuelos directos a Mogadiscio, sin embargo, la Autoridad de Aviación Civil de Kenia ordenó que todos los vuelos de Kismayu deberán hacer escalas en el aeropuerto de Wajir.